# ماکسیمیلیان تالهمر
ماکسیمیلیان تالهمر (انگلیسی: Maximilian Thalhammer؛ زادهٔ ۱۰ ژوئیهٔ ۱۹۹۷) بازیکن فوتبال اهل آلمان است.
از باشگاه‌هایی که در آن بازی کرده‌است می‌توان به باشگاه فوتبال اینگولشتات ۰۴ اشاره کرد.
وی همچنین در تیم ملی فوتبال زیر ۲۰ سال آلمان بازی کرده‌است.